# パット・オコナー
パット・オコナー（Pat O'Connor　1943年- ）は、アイルランド出身の映画監督。アメリカ合衆国でも何作か作品を撮った。妻は女優のメアリー・エリザベス・マストラントニオ。

## 主な作品
- キャル Cal (1984)
- ひと月の夏 A Month in the Country (1987)
- イングリッシュマンinニューヨーク Stars and Bars (1988)
- 乙女座殺人事件 The January Man (1989)
- フールズ・オブ・フォーチュン Fools of Fortune (1990)
- サークル・オブ・フレンズ Circle of Friends (1995)
- 秘密の絆 Inventing the Abbotts (1997)
- スウィート・ノベンバー Sweet November (2001)
- 兵士ピースフル Private Peaceful (2012)

## 受賞歴
- 英国アカデミー賞テレビ部門 単発ドラマ賞[2]